# Simulium anamariae
Simulium anamariae är en tvåvingeart som beskrevs av Maria Aparecida Vulcano 1962. Simulium anamariae ingår i släktet Simulium och familjen knott. Inga underarter finns listade i Catalogue of Life.